# Franciszek Kleeberg
Franciszek Kleeberg (1 de febrero de 1888, Ternópil - 5 de abril de 1941, cerca de Dresde) fue un general polaco. Sirvió en el Ejército austrohúngaro antes de unirse a las Legiones polacas en la Primera Guerra Mundial y más tarde al Ejército polaco. Durante la Invasión alemana de Polonia comandó el Grupo de Operaciones Independiente Polesie (en polaco: Samodzielna Grupa Operacyjna "Polesie": Samodzielna Grupa Operacyjna "Polesie"). Nunca perdió una batalla en la Invasión de Polonia, a pesar de que fue finalmente forzado a rendirse, después de que sus fuerzas huyeran tras agotarse las municiones. Encarcelado en el Oflag IV-B Koenigstein,  murió en el hospital en Dresde el 5 de abril de 1941 y fue sepultado en ese mismo lugar.

## Primeros años
Nació el 1 de febrero de 1888 en Ternópil (en aquel entonces, parte de Imperio Austrohúngaro). Era de ascendencia alemana y sueca en el lado paternal. Su padre, oficial de dragones austríacos, participó en la revuelta polaca de 1863/64 (Levantamiento de enero). Después de la caída de la revuelta, volvió a su hogar, y según la leyenda familiar dijo: Ahora el país, Polonia, necesitará buenos soldados. 'Franek' Será un soldado [cita requerida] Después de graduarse de la escuela vocacional militar en Hranice (Mährisch Weißkirchen) en Moravia, Kleeberg continuó sus estudios en la academia militar en Mödling, Baja Austria. Promovido al 2.º Teniente en artillería,  sirvió en la capital Viena, donde finalizó sus estudios en la Academia del Estado Mayor (k.u.k. Kriegsschule).

## Experiencia de guerra
Participó en la Primera Guerra Mundial, primero en el Ejército austrohúngaro, y después en mayo de 1915 como oficial en la Legión polaca. Comandó un regimiento en la Guerra polaco-soviética de 1919-1921. En 1925 completó sus estudios en una escuela militar francesa en París y se convirtió en el comandante de la Escuela Militar Suprema en Varsovia. Después del golpe de Estado de 1926, liderado por Jozef Pilsudski,  fue destituido de su cargo en 1927 y enviado a dirigir una división de infantería en Grodno.

### Segunda Guerra Mundial
Al momento del estallido de Segunda Guerra Mundial era el comandante del IX Cuerpo de Ejército en Brzesc en la zona operacional de retaguardia.Sin embargo, la situación cambiará, en vista de los masivos ataques aéreos del enemigo y el rápido avance de sus tropas blindadas y mecanizadas. El 11 de septiembre de 1939 su cuerpo se transformó en el Grupo de Operaciones Polesie, pero carecía de equipamiento pesado, y por el 14 septiembre estaba ya en combate con las tropas alemanas más avanzadas. El general Kleeberg logró organizar una defensa mediante la retirada de unidades dispersandóse ante los ataques de las fuerzas alemanas, pero gran parte de sus unidades fueron atacadas por el Ejército Rojo. También se las arregló para reagrupar restos del ejército polaco en el este de Vistula y el sureste de Narew en un solo regimiento, con el que intentó echar abajo el asedio de Varsovia. Después de enterarse de la capitulación de Varsovia, atrincheró a sus tropas, lo que resultó en la batalla de Kock .; el 5 de octubre, el general Kleeberg decidió rendirse, ya que sus fuerzas se quedaron sin municiones y alimentos.

## Muerte
General Kleeberg fue encarcelado en el Oflag IV-B Koenigstein, donde quedó ciego y era incapaz de caminar. Falleció en el hospital de campamento y fue sepultado en Dresde. En 1969 sus restos fueron exhumados, traídos a Polonia y vueltos a enterrar en Kock entre los soldados caídos del Grupo de Operaciones Polesie.

## Promociones
- Podporucznik (Teniente) – agosto de 1908
- Porucznik (Teniente Primero) – mayo de 1913
- Kapitan (Capitán) – noviembre de 1915
- Mayor (Mayor) – agosto de 1917
- Podpułkownik (Teniente Coronel) – diciembre de 1918
- Pułkownik (Coronel) – abril de 1920
- Generał Brygady (General) – enero de 1928
- Generał Dywizji (Mayor General) – enero de 1943 (post mortem)

## Premios militares
- Virtuti Militari, Cruz del comandante, (anteriormente se le otorgó la Cruz de Caballero, Cruz Dorada y la Cruz Plateada)
- Orden Polonia Restituta, Gran Cruz otorgada póstumamente el 4 de octubre de 2009; (anteriormente se le condecoró con la Cruz del Comandante y la Cruz del Oficial)
- Cruza de Valour 4 veces
- Medalla al Mérito militar (Signum Laudis) (Austria-Hungría)
- Comandante de la Légion d'honneur (Francia)
- Cruz de hierro de 1914, 2.ª Clase (Alemania)
- Orden de Lāčplēsis, 3.ª Clase (Letonia)
- Cruz dorada al Mérito (1937)